# Douglas Murray (Eishockeyspieler)
Douglas Thomas Lars Murray (* 12. März 1980 in Bromma) ist ein ehemaliger schwedischer Eishockeyspieler, der während seiner aktiven Karriere zwischen 2003 und 2015 unter anderem 593 Spiele für die San Jose Sharks, Pittsburgh Penguins und Canadiens de Montréal in der National Hockey League auf der Position des Verteidigers bestritten hat.
Trotz seines englisch klingenden Namens ist Murray gebürtiger Schwede und schwedischer Staatsbürger. Der Nachname stammt von den schottischen Vorfahren seines Vaters. Zudem ist er der Enkel des 217-maligen schwedischen Eishockeynationalspielers und mehrfachen Weltmeisters Lars Björn.

## Karriere

### College-Eishockey

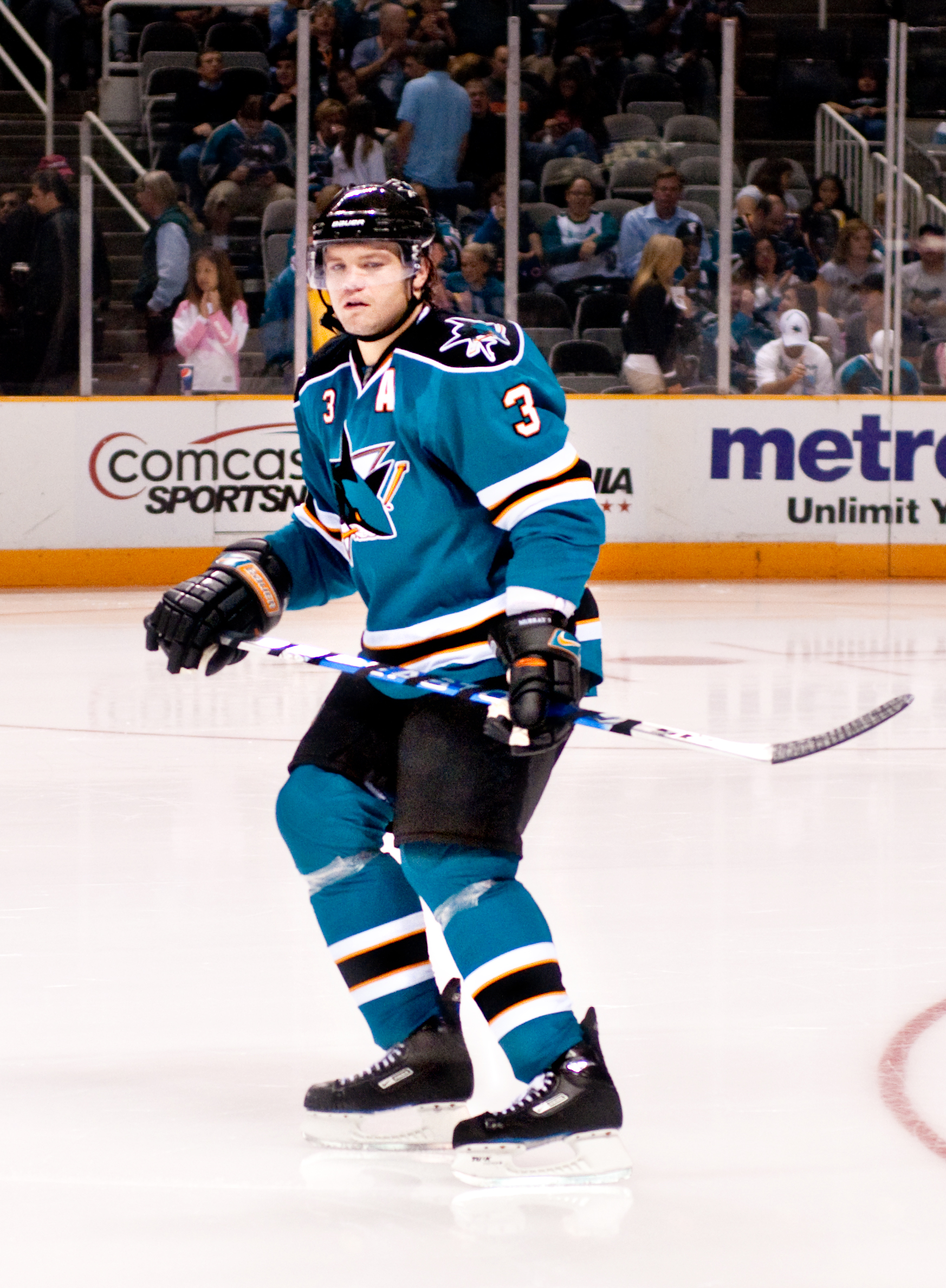
Douglas Murray im Trikot der San Jose Sharks

Murray entschied sich, obwohl er aus Schweden stammt, auf einem amerikanischen College zu studieren. Ausschlaggebend dafür war die Möglichkeit, das Eishockey spielen mit dem Studium enger zu verknüpfen. Im Jahr 1999 begann er mit dem Studium an der Cornell University in Ithaca im Bundesstaat New York. Bevor Murray erstmals für die Universität das Eis betrat, stand er im NHL Entry Draft 1999 zur Auswahl. Die San Jose Sharks wählten ihn in der achten Runde an 241. Stelle aus. Insgesamt blieb Murray vier Jahre an der Cornell University und verbesserte seine Statistiken und Führungsqualitäten von Jahr zu Jahr. In seiner letzten Saison war er Kapitän des Teams.

### Über die AHL in die NHL
Die Spielzeiten 2003/04 und 2004/05 verbrachte Murray bei den Cleveland Barons, dem Farmteam der San Jose Sharks, die ihn im Sommer 2003 zur Vertragsunterschrift gebracht hatten. Auch dort zeigte der Schwede von Saison zu Saison konstant gute Leistungen und erhielt während der Saison 2005/06 erstmals eine Berufung ins NHL-Team. In seiner ersten Saison absolvierte er 34 Spiele und verbuchte dabei eine Torvorbereitung. Die Saison 2006/07 begann Murray wieder in der American Hockey League bei den Worcester Sharks, spielte aber auch zwischenzeitlich wieder in San Jose. Eine Infektion der Atemwege verhinderte jedoch geregelte Einsatzzeiten, sodass er zumeist mit Rob Davison und Josh Gorges um den Platz des sechsten Verteidigers im Kader kämpfte. Im Verlauf der Spielzeit 2007/08 stabilisierte Murray seine Leistungen in der Defensive und Offensive, wodurch er ein wichtiger Bestandteil des Defensivverbundes der Sharks wurde. Seine spielerischen Verbesserungen bescherten ihm schließlich eine Nominierung für den Weltmeisterschafts-Kader des schwedischen Nationalteams, nachdem San Jose in den Playoffs ausgeschieden war. Nach Niederlagen im Halbfinale und im Spiel um Platz 3 erreichten die Schweden den vierten Platz. Murray beeindruckte während des Turniers vor allem durch seine physische Präsenz. Ebenso erhielt er knapp zwei Jahre später eine Nominierung für die Olympischen Winterspiele 2010 in Vancouver.
Am 25. März 2013 wurde Murray zu den Pittsburgh Penguins transferiert. Mit den Penguins erreichte er die Play-offs und scheiterte dort erst im Conference-Finale an den Boston Bruins. Im August 2013 wechselte Murray als Free Agent zu den Canadiens de Montréal und unterschrieb dort einen Einjahresvertrag. Dieser wurde nach der Saison 2013/14 nicht verlängert, sodass er als Free Agent auf der Suche nach einem neuen Arbeitgeber war.
Im Januar 2015 unterschrieb er bei den Kölner Haien einen Vertrag bis zum Ende der Saison 2014/15. Nachdem die Haie die Play-offs verpasst hatten, kehrte Murray im März 2015 nach Nordamerika zurück und schloss sich mit einem Probevertrag (professional try-out contract) den Calgary Flames aus der NHL an. Dieser lief Ende März aus und man entschied sich seitens des Klubs gegen eine weitere Zusammenarbeit mit dem Schweden. Da Murray auch in der Folge keinen neuen Verein fand, zog er sich im Oktober 2016 offiziell vom Sport zurück.

## Erfolge und Auszeichnungen
| - 2001 ECAC All-Tournament Team - 2001 All-Ivy League First Team - 2002 ECAC First All-Star Team - 2002 NCAA East First All-American Team - 2002 ECAC All-Tournament Team - 2002 All-Ivy League First Team - 2002 Ivy League Player of the Year | - 2003 Whitelaw-Cup-Gewinn mit der Cornell University - 2003 ECAC All-Tournament Team - 2003 ECAC Best Defensive Defenseman - 2003 ECAC First All-Star Team - 2003 NCAA East First All-American Team - 2010 ECAC First All-Decade Team |

## Karrierestatistik

### International
Vertrat Schweden bei:
- Weltmeisterschaft 2008
- Olympischen Winterspielen 2010

(Legende zur Spielerstatistik: Sp oder GP = absolvierte Spiele; T oder G = erzielte Tore; V oder A = erzielte Assists; Pkt oder Pts = erzielte Scorerpunkte; SM oder PIM = erhaltene Strafminuten; +/− = Plus/Minus-Bilanz; PP = erzielte Überzahltore; SH = erzielte Unterzahltore; GW = erzielte Siegtore; 1 Play-downs/Relegation; Kursiv: Statistik nicht vollständig)